# Pacifische sluimerhaai
De Pacifische ijs- of sluimerhaai (Somniosus pacificus) is een vis uit de familie van  sluimer- of ijshaaien (Somniosidae) en behoort tot de orde van doornhaaiachtigen (Squaliformes). De vis kan een lengte bereiken van 4,4 meter, mogelijk veel meer.

## Leefomgeving
De Pacifische ijshaai leeft in de noordelijke Grote Oceaan in het poolgebied. De diepteverspreiding is 0 tot 2000 meter onder het wateroppervlak. Uit onderzoek van de maaginhoud van verschillende in netten gevangen dieren bleek dat dit dier zich evenals de potvis voedt met zeer grote inktvissen. De aanwezigheid van de reuzenkraak (Enteroctopus dofleini) in magen is aangetoond. Predatie in de zuidelijke delen van de Indische Oceaan rond Kerguelen op Atlantische reuzeninktvis en kolossale inktvis is bewezen voor sluimerhaaien, waarbij niet duidelijk is of het de Groenlandse haai of de Pacifische sluimerhaai betreft.
Op het zuidelijk halfrond aangetroffen grote sluimerhaaien worden als ondersoort van de Pacifische beschouwd, maar ook wel als aparte soort, de Antarctische sluimerhaai.